# Kompasretning
 Der er for få eller ingen kildehenvisninger i denne artikel, hvilket er et problem. Du kan hjælpe ved at angive troværdige kilder til de påstande, som fremføres i artiklen.

Kompasretningerne beskriver de geografiske retninger, herunder de fire verdenshjørner. Retningen tænkes angivet fra ethvert punkt på en plan flade (et geodætisk kort) eller en kugleflade (en globus).

## Verdenshjørner
Et verdenshjørne er en af de fire geografiske hovedkompasretninger (set ud fra fx et traditionelt kort der vender læseligt):
- Nord som er op.
- Syd som er ned.
- Øst som er til højre.
- Vest som er til venstre.

Desuden kan man tale om yderligere to retninger, nemlig:
- Zenit som er retningen lodret opad
- Nadir som er retningen lodret nedad

## Kompasretninger
Flere af kompasretningerne har haft navne fra gammel tid (se nedenfor), men de øvrige kan beskrives ved angivelse af et antal grader, hvor retningen nord fastlægges som = 0°, og hvor gradtallet er stigende i solens retning (= "med uret"). Traditionelt svarer 360° til hele cirklen, men en ny skala opererer med en opdeling i 400 enheder, kaldet gon. Kompasretningerne forkortedes oprindeligt på dansk med N for nord, S for syd, Ø for øst og V for vest.[kilde mangler] I dag bruges sædvanligvis de engelske forkortelser: E (East) og W (West), men nord og syd er uændret.[kilde mangler]

## De navngivne kompasretninger
| Navn              | Forkortelse | Grader  | Nygrader  |
| ----------------- | ----------- | ------- | --------- |
| Nord              | N           | 0°      | 0 gon     |
| Nord til øst      | N. t. Ø.    | 11,25°  | 12,5 gon  |
| Nordnordøst       | NNØ         | 22,5°   | 25 gon    |
| Nordøst til nord  | NØ. t. N.   | 33,75°n | 37,5 gon  |
| Nordøst           | NØ          | 45°     | 50 gon    |
| Nordøst til øst   | NØ. t. Ø.   | 56,25°  | 62,5 gon  |
| Østnordøst        | ØNØ         | 67,5°   | 75 gon    |
| Øst til nord      | Ø. t. N.    | 78,75°  | 87,5 gon  |
| Øst               | Ø           | 90°     | 100 gon   |
| Øst til syd       | Ø. t. S.    | 101,25° | 112,5 gon |
| Østsydøst         | ØSØ         | 112,5°  | 125 gon   |
| Sydøst til øst    | SØ. t. Ø.   | 123,75° | 137,5 gon |
| Sydøst            | SØ          | 135°    | 150 gon   |
| Sydøst til syd    | SØ. t. S.   | 146,25° | 162,5 gon |
| Sydsydøst         | SSØ         | 157,5°  | 175 gon   |
| Syd til øst       | S. t. Ø.    | 168,75° | 187,5 gon |
| Syd               | S           | 180°    | 200 gon   |
| Syd til vest      | S. t. V.    | 191,25° | 212,5 gon |
| Sydsydvest        | SSV         | 202,5°  | 225 gon   |
| Sydvest til syd   | SV. t. S.   | 213,75° | 237,5 gon |
| Sydvest           | SV          | 225°    | 250 gon   |
| Sydvest til vest  | SV. t. V.   | 236,25° | 262,5 gon |
| Vestsydvest       | VSV         | 247,5°  | 275 gon   |
| Vest til syd      | V. t. S.    | 258,75° | 287,5 gon |
| Vest              | V           | 270°    | 300 gon   |
| Vest til nord     | V. t. N.    | 281,25° | 312,5 gon |
| Vestnordvest      | VNV         | 292,5°  | 325 gon   |
| Nordvest til vest | NV. t. V.   | 303,75° | 337,5 gon |
| Nordvest          | NV          | 315°    | 350 gon   |
| Nordvest til nord | NV. t. N.   | 326,25° | 362,5 gon |
| Nordnordvest      | NNV         | 337,5°  | 375 gon   |
| Nord til vest     | N. t. V.    | 348,75° | 387,5 gon |

## Kompasretninger i navigation
Vindretninger angives efter den retning som vinden bevæger sig fra, mens strømretninger angives efter den retning strømmen bevæger sig imod. Når man f.eks. taler om "nordlig vind" eller at vinden er i nord, så betyder det altså at vinden har retning fra nord mod syd. Strømretninger angives i reglen som nordgående, vestgående og tilsvarende, hvilket sjældent giver anledning til misforståelser.
Vindretningerner fra kardinalretningerne N, V, Ø og S benævnes også Nordenvinden, Vestenvinden og Østenvinden mens den sydlige vind er navngivet efter ældre sprogbrug: Søndenvinden.

## Kompasretninger i kulturhistorien
Man har længe benyttet kompasretninger som omskrivninger for geografiske eller kulturelle enheder. Vesten eller occidenten er således de kristne lande, der ligger vest for de muslimske lande. Østen eller orienten er så de lande, der ligger øst for vesten. Levanten er et andet navn for den nærmeste orient, ordet betyder den opgående sols lande.
Syden er en betegnelse for de varme lande, selv om der jo bliver koldere igen, når man har passeret ækvator.
Norden er for os de nordiske lande. Betydningen er en anden i andre områder.
Mange af de tidligste kort fremstillet i Europa, har øst anbragt øverst på kortet. Som et minde om dette, har kompasroser på kort ofte et lille kors ved øst. Det henviser også til, at øst i store træk var retningen til Jerusalem.

## Trivia
- Kompasretningen sydvest bør ikke forveksles med beklædningsdelen af samme navn.